# Резолюция 37 на Съвета за сигурност на ООН
Резолюция 37 на Съвета за сигурност на ООН, приета на 9 декември 1947 г., изменя частта от процедурните правила на Съвета за сигурност, касаеща приемането и разглеждането на нови кандидатури за членство в ООН.
Резолюцията е приета, без да бъде гласувана от членовете на Съвета за сигурност.